# Саудовская фондовая биржа
Саудовская фондовая биржа (Tadawul) — единственная фондовая биржа в Саудовской Аравии. Биржа является 11-й крупнейшей в мире по капитализации. И крупнейшей фондовой биржей арабского мира с капитализацией $2,5 трлн.
В ноябре 2021 года Saudi Tadawul Group — оператор Саудовской фондовой биржи — сообщила, что ценовой коридор на предстоящем в декабре IPO составит от 95 ($25) до 105 риялов ($28) за акцию. Всего будет размещено 36 млн акций.

## Время торговли
Торговых дней пять — воскресенье, понедельник, вторник, среда и четверг, по одной торговой сессии в каждый торговый день. Торги не проводятся в официальные саудовские праздники, такие как Национальный день Саудовской Аравии, Курбан-байрам и Ид аль-Фитр.